# Школьник, Иосиф Соломонович
Ио́сиф Соломо́нович Шко́льник (30 ноября [12 декабря] 1883, Балта, Подольская губерния — 26 августа 1926, Ленинград) — русский и советский художник, сценограф
.

## Биография
Родился в еврейской семье.
Учился в Одесском художественном училище. Один из создателей и участников петербургского художественного объединения «Союз молодежи» (1910—1918).
B 1913 совместно с художником Павлом Филоновым оформлял постановку спектакля «Владимир Маяковский» и совместно с Казимиром Малевичем — постановку пьесы «Победа над Солнцем» Велимира Хлебникова и Алексея Кручёных. В том же году выходит журнал «Союза молодежи» с литографиями Иосифа Школьника.
В 1917 участвовал в оформлении революционных празднеств. С 1918 — художник-оформитель представлений в «Луна-парке». Декоратор Троицкого театра (1913—1917), Малого театра (1918—1919) в Петрограде. Член коллегии отдела изобразительных искусств Народного комиссариата просвещения и директор Петроградского декоративного института.
Скончался 26 августа 1926 года.

## Статьи и публикации
- Арская И. И., Сарабьянов А. Д. Школьник Иосиф Соломонович // Онлайн-версия : Энциклопедия русского авангарда (2013—2014). — 2018.